# 娘年頃
『娘年頃』（むすめとしごろ）は1928年に日本で制作されたサイレント映画。河合プロダクション製作。

## スタッフ
- 監督 : 松本英一

## キャスト
- 鈴木澄子
- 富士日出子
- 浅妻妙子
- 千草みどり